# أندرو ووكر (سياسي)
أندرو ووكر (بالإنجليزية: Andrew Walker)‏ هو سياسي نيوزلندي، ولد في 1855 في المملكة المتحدة، وتوفي في 10 يوليو 1934 بلور هوت في نيوزيلندا. حزبياً، نشط في حزب العمال النيوزيلندي. وقد انتخب عضو مجلس النواب نيوزيلندا.